# Коррахад-Мор
Коррахад Мор (гэльск. Corrachadh Mòr) — мыс на полуострове Арднамерхан на западе Шотландии. Известен тем, что это самая западная точка на острове Великобритании.
Маленький выпуклый мыс на западном побережье полуострова Арднамерхан, находится совсем немного западнее мыса Арднамерхан, который находится в 1 километре к северу.